# Labanda graminalis
Labanda graminalis är en fjärilsart som beskrevs av George Francis Hampson 1893. Labanda graminalis ingår i släktet Labanda och familjen trågspinnare. Inga underarter finns listade i Catalogue of Life.